# Pterostichus acutidens
Pterostichus acutidens es una especie de escarabajo terrestre del género Pterostichus, categorizada en la tribu Pterostichini, de la subfamilia Harpalinae. Fue descrita por Fairmaire en 1888.

## Distribución
Se distribuye por Asia: China.